# Ланкийские тамилы
Ланкийские тамилы (там. இலங்கை தமிழர், также там. ஈழத் தமிழர்) или Цейлонские тамилы, также известные как Илам тамилы (самоназвание) — южная ветвь тамильского народа на острове Шри-Ланка. По данным антропологических и археологических исследований история ланкийских тамилов очень длительная и тесно связано с историей Шри-Ланки. Они несомненно жили на острове во II веке до н. э. Большинство современных ланкийских тамилов имеют отношение к жителям королевства Джафна, существовавшего на севере острова и вождествам Ваннимай на востоке. Большинство из них живёт в Северной и Восточной провинциях, малая часть рассеяна по всей стране.
Несмотря на культурные и языковые различия, генетические исследования показывают, что ланкийские тамилы тесно связаны с другими этническими группами на острове. Ланкийские тамилы в основном исповедуют индуизм, однако есть и значительное христианское население. Ланкийская тамильская литература, представленная в основном религиозными и научными произведениями, процветала во времена средневековья в королевстве Джафна. С начала гражданской войны в 1980-х годах тамильская литература делает больший упор на темы, связанные с конфликтом. Ланкийские тамильские диалекты отличаются обилием архаизмов и сохранением слов, не используемых в повседневном общении в Тамилнаде — населённом тамилами штате Индии.
После того, как Шри-Ланка обрела независимость от Великобритании в 1948 году, отношения между сингальским большинством и тамильским меньшинством были напряжёнными. Рост этнической и политической напряжённости, а также этнические беспорядки и погромы в 1956, 1958, 1977, 1981 и 1983 годах, привели к образованию и укреплению военизированных групп, выступающих за независимость тамилов. Последовавшая за этим гражданская война привела к гибели более 70 000 человек и исчезновению тысяч других.
Ланкийские тамилы исторически мигрировали в поисках работы, в частности, во время британского колониального периода. С начала гражданской войны в 1983 году более чем 800 000 тамилов покинули Шри-Ланку, и многие из них эмигрировали в Индию, Канаду и Европу. После окончания гражданской войны в 2009 году, большое число ланкийских тамилов нашли убежище также в Канаде и Австралии.

## История
Окончательного консенсуса по поводу присутствия тамильского народа на Шри-Ланке, также известного как Илам в ранней тамильской литературе до периода Средней Чолы (около X века). Одна из теорий гласит, что организованного присутствия тамилов не было на Шри-Ланке до вторжения из Южной Индии в X-м веке нашей эры, другая теория утверждает, что тамилы были одними из первых жителей острова. Теории о наличии тамильского населения на Шри-Ланке являются причиной развития этнических конфликтов.

### Доисторический период
Ведды, коренной народ острова, были тесно связаны с населением Южной Индии и первоначальным населением Юго-Восточной Азии. Однако сейчас не представляется возможным выяснить, на каких языках они говорили, так как язык ведда очень сильно изменился. Сейчас он представляет собой креольский язык, сложившийся не позднее XIII в. н. э. и имеющий в своей основе сингальскую лексику и слова неизвестного субстратного происхождения. Наги, коренные жители острова были, скорей всего, дравидийского происхождения и, вероятно, говорили по-тамильски, ведя образ жизни, схожий с дравидами, заселяющими Мальдивы, Керала и Коромандельский берег, и имея похожие верования и культуру.
По мнению К. Индрапала, именно культурной диффузией, а не миграцией населения распространялись пракрит и тамильский язык с полуострова Индостан среди уже существовавшего на острове населения в эпоху мезолита, за сотни лет до нашей эры. Были найдены надписи этого периода на тамильском языке с помощью тамильского брахми и тамильского пракрита.
Похожие по культуре поселения обитателей древней Шри-Ланки на поселения древнего Тамилнада в Индии на острове были найдены в мегалитических захоронений в Помпариппу на западном побережье и в Катхиравели на восточном побережье. Эти объекты имеют большое сходство с захоронениями в ранний период династии Пандья, они были созданы между V веком до н. э. и II веком н. э. Найденная археологами керамика в Кандородай (Кадирамалай) на северном побережье, датируемая 1300 годом до нашей эры, очень похожа на керамику Арикамеду в южной Индии. Археологи также отмечают большое сходство в практике захоронения в Южной Индии и на Шри-Ланке около X-го века до нашей эры. Однако, индийские специалисты датируют свои находки XV веком до нашей эры. На Шри-Ланке были проведены радиометрические исследования артефактов из Анурадхапура, относящиеся к культуре чёрной и красной керамики покрытых символами, не имеющих отношения к брахми. Они были датированы X веком до нашей эры. Останки вождя периода раннего железного века были раскопаны в Анайкоддай (Джафна). Имя «Ко Вета» были вырезано брахми на табличке найденной рядом со скелетом, захоронение датируется III веком до нашей эры. Ко, означающее «царь» на тамильском языке, можно сравнить с такими именами, как Ко Атан, Ко Путивира и Ко Па-пумаан, имеющимися в современных тамильскому брахми надписях древней южной Индии и древнего Египта.

### Исторический период
Черепки с надписями на тамильском брахми датируемыми II веком до н. э., найденные на севере острова в Пунагари (Джафна), были также найдены на юге в Тиссамахарама(надписи на тамильском брахми из Тиссамахарама). На южной керамике было нанесено несколько надписей, в том числе название клана — «Вела», название связанное с династией Велиров из Тамилакама (древнего тамильского царства).
Эпиграфические данные показывают что людей, называющие себя «Дамелас» или «Дамедас» (написание пракритом тамильского слова) жили в городе Анурадхапура, столице среднего царства Раджарата, и в других районах Шри-Ланки в начале 2-го столетии до н. э. В ходе раскопок в районе Тиссамахарама на юге Шри-Ланки были найдены местные монеты, произведённые между II веком до н. э. и II веком н. э., на некоторых из которых были написаны местные тамильские личные имена с помощью символов ранней тамильской письменности, что позволят предполагать, что местные тамильские купцы активно участвовали в торговле на южном побережье острова в конце классического периода. Другие древние надписи этого периода говорят о тамильском купце, тамильском домовладельце в Иллубхарата и тамильском матросе Карава. Две из пяти древних надписей, упоминающих дамедас (тамилов), находятся в Перия Пуллякулам в районе Вавуния, один находится в Серувавила в районе Тринкомали, один находится в Кудувил в районе Ампара и один в городе Анурадхапура. В литературных источниках упоминается, что тамильские правители завезли лошадей на остров во втором веке до нашей эры с помощью морских судов, скорее всего, прибывающих в Кудирамалай. Исторические документы устанавливают, что тамильские королевства, существовавшие на территории современной Индии, были тесно вовлечены в дела острова примерно с II века до н. э. Кудирамалай, Кандародай и Валлипурам служили большой северной тамильской столицей и торговые центры, которые торговали с этими царствами и Римом с VI до II века до нашей эры. Археологические находки в этих городах и Манимекхалай, историческая поэма, довольно точно характеризуют Нака-Тиву на Нака-Наду на полуострове Джафна как прибыльный международный рынок для торговли жемчугом и раковинами для тамильских рыбаков.
В исторической поэме Махавамса, рассказывается о том как тамильские путешественники во главе с царём Элара вторглись на остров около 145 года до н. э. Карикалан — король Ранней империи Чола, сын Эламцетценни, использовал мощь развитого военно-морского флота Чола для покорения Цейлона в первом веке нашей эры. Среди тамилов в то время были популярны индуистский шиваизм, тамильский буддизм, джайнизм и секуляризм, в то время была распространена вера в местные божества. Школа Амаравати стала влиятельной в регионе, когда династия Сатавахана народа телугу создала империю Андхра и её 17-й монарх Хала (20—24 г. н. э.) женился на принцессе с острова. Древние ваннияры поселились в восточной части острова в первые века нашей эры, развивая этот регион. Регион Ванни процветал. В VI веке нашей эры были развиты постоянные прибрежные лодочные маршруты на юг от полуострова Джафна к шиваитским религиозным центрам в Тринкомали (Конесварам) и далее на юг к Баттикалоа (Тхирукковил), было создано несколько небольших тамильских торговых поселений в Муллайтиву на северном побережье.
Завоевав остров и управляя им царь Нарасимхаварман I (630—668 г. н. э.) из династии Паллавов, как и его дед царь Симхавишну (537—590 г. н. э.) был вдохновителем и руководителем возведения и развития нескольких ковилов(индуистских храмов) по всему острову, в частности, на северо-востоке — здесь паллавские дравидийские скальные храмы сильно влияют на архитектуру региона в течение нескольких веков, являясь примером самого популярного архитектурного стиля. Количество тамильских солдат перевезённых из Южной Индии между VII и XI веками достигло такой величины, что местным нетамильским царям и вождям пришлось полагаться на них в качестве военной силы. В VIII веке тамильские деревни как единое целое назывались Демель-кабалла (тамильский надел), Демелат-валадемин (тамильские сёла) и Демель-гамма-бим (тамильские деревни и земли).

### Средневековый период
В IX и X веках, вторжения на остров Пандья и Чола закончились аннексией острова царством Чола, которая продолжалась до второй половины XI века н. э. Раджа Раджа Чола I переименован в северной престол Муммуди Чола Мандалам после того как завоевал северо-восточную часть острова, защищая тамильских купцов от разграбления, заключения в тюрьму и убийства на острове в течение многих лет. Завоевания Раджадхираджа Чола острова привели к падению четырёх царей, один из которых, Мадавараджах, царь Джаффны, был из Раштракутов.
Эти династии создали несколько храмовых комплексов (ковилов) для управления населением земель, которые были подарены царской семьёй храмам. В их правление также не были забыта благодеяниями и духовенство других конфессий. Недавние раскопки привели к открытию известнякового ковила эпохи Раджa Pаджа Чола на острове Делфт (Neduntheevu или Delft) в Северной Джафне, где были найдены монеты Чола этого периода. Снижение влияния Чола на Шри-Ланке способствовало восстановлению династии Полоннарува в XI-ом веке. В 1215 году, после вторжения Пандья, доминирующая тамильская династия Ария Чавакарати создала независимое царство Джафна на полуострове Джафна и прилежащих землях. Расширение Ария Чавакарати на юг было остановлено Алагакконара, человеком, родившимся в семье купца из Канчипурама (сейчас индийский штат Тамилнад). Он был главным министром сингальского короля Паракрамабаху V (1344—1359 гг.). Вира Алакешвара, потомок Алагакконара, потом сам стал сингальским королём, но был свергнут минским адмиралом Чжэн Хэ в 1409 году. В следующем году Чжэн Хэ воздвиг трёхъязычный камень в Галле на юге острова, на китайском, персидском и тамильском, где записано что он сделал для Будды, Аллаха и бога тамилов Тенаварай Найянара. Адмирал ссылался на благословение божеств индуистского храма на Перимпанаягам Тенаварам в деле создание мира без войн, основанного на торговле. На карте Кантино 1502 года на восточном побережье острова изображены 3 тамильских города: Муллайтиву, Тринкомали и Панноа, жители которых выращивали корицу и другие специи, ловили рыбу, собирали жемчуг и поклонялись идолам, торгуя в основном с Кожикоде в штате Керала. Династия Ария Чавакарати правила большей частью северо-востока Шри-Ланки, пока португальцы не завоевали Джафну в 1619 году. Прибрежные районы острова были завоёваны голландцами, а затем стали частью Британской Империи в 1796 году нашей эры.
Сингальский Нампота, датируемый сегодня как написанный до XIV или XV века, показывает, что всё тамильское царство, в том числе часть современного округа Тринкомали, была признана в качестве тамильского региона под названием Демала-паттанама (тамильский город). В этом документе, множество деревень, которые в настоящее время находятся в Джафне, Муллайтиву и Тринкомали упоминаются как части Демала-паттанама.
Английский моряк Роберт Кнокс описал своё путешествие в страну тамилов на острове в книге An Historical Relation of the Island Ceylon, подробно рассматривая некоторые аспекты их политики, сельского хозяйства и экономики и указал некоторые царства на карте в 1681 году. По прибытии европейских держав с XVII-го века, отдельные поселения тамилов были описаны в районах их проживания на северо-востоке острова.
Кастовая структура большинства сингальского народа принесена индуистскими переселенцами из Южной Индии, начиная с XIII века. Это привело к появлению трёх новых групп сингальских каст; Салагама, Дурава и Карава. Миграция индусов и ассимиляция продолжались до XVIII-го века.

## Общество

### Тамилоговорящие общины
На Шри-Ланке существует 2 тамилоговорящих группы: собственно, ланкийские тамилы и индийские тамилы. Ланкийские тамилы (также называемые цейлонскими тамилами) являются потомками тамилов, населявших Царство Джафна и княжества восточного побережья, называемые Ваннимай. Индийские тамилы (или горные тамилы (англ. Hill Country Tamils)) являются потомками работников чайных плантаций, которых против воли отправляли из Тамилнада на Цейлон в XIX веке. Значительную часть тамилоговорящего населения Шри-Ланки составляют мусульмане, однако, в отличие от тамилов мусульман из Индии, они не идентифицируют себя как этнические тамилы, и поэтому включаются в качестве отдельной этнической группы в официальную статистику.
Большинство ланкийских тамилов проживают в северных и восточных провинциях и в столице Коломбо, а большинство индийских тамилов, проживают в центральных горных районах. Исторически сложилось, что обе группы видели себя в основном в качестве отдельных общин, хотя с 1980-х годов они стали сближаться под воздействием гражданской войны. В 1949 году правительство Объединённой национальной партии, в которое вошли Д. Д. Поннамбалама, руководитель Тамильского Конгресса, лишил индийских тамилов гражданства. Это был опротестовано С.Д.В. Челованаякамом, лидером тамильской националистической федеральной партии.
По условиям соглашения, достигнутого между Шри-Ланкой и индийским правительством в 1960 году около сорока процентов индийских тамилов получили гражданство Шри-Ланки, а большинство остальных были репатриированы в Индию. В 1990-е годы большинство индийских тамилов получили ланкийское гражданство.

### Региональные группы
Ланкийские тамилы разделены на три подгруппы по региональному признаку, диалектам и культуре: тамилы Негомбо в западной части острова, восточные тамилы в восточной части и северные тамилы (Джафна) на севере.

#### Тамилы Негомбо
Тамилы Негомбо, или тамилы Путталама, это часть ланкийских тамилов, проживающие в западной части страны в округах Гампаха и Путталам. Этот термин не распространяется на тамильских иммигрантов в этих областях. Они отличаются от других тамилов диалектом, один из которых известен как диалект тамилов Негомбо, а также некоторыми аспектами их культуры, такими как правовые обычаи.
 Большинство тамилов Негомбо ассимилированы сингальским народом через процесс, известный как Сингализация. Сингализация была облегчена кастовыми мифами и легендами (см. Переход в социологии).
В округе Гампаха они исторически населяли побережье. В округе Путталам было значительное количество тамильского населения до первых двух десятилетий XX-го века. Большинство тех, кто идентифицируют себя как этнических тамилов, живут в деревнях, таких как Удаппу и Мараданкулама. Есть также тамилы-христиане, в основном католиков, которые живут в крупных городах, таких как Негомбо, Чилау, Путталам, а также в деревнях, таких как Мампури. Некоторые жители этих двух районов, особенно в традиционных рыбачьих общинах, говорят на двух языках, гарантируя, что тамильский язык выживает, как лингва-франка среди мигрирующих рыболовецких общин по всему острову. На диалекте тамилов Негомбо говорит около 50 000 человек. В это число не включены люди проживающие за пределами города Негомбо, которые говорят на местных диалектах тамильского языка.
Некоторые тамильские географические названия в этих районах сохранились. Они преобладают на северо-востоке, округ Путталам имеет самый высокий процент географических названий тамильского происхождения на Шри-Ланке. Составные или гибридные топонимы в этих районах также встречаются.

#### Восточные тамилы
Восточные тамилы населяют регион, который охватывает округа Тринкомали, Баттикалоа и Ампара. Их история и традиции отражены в местных легендах, местной литературе и колониальных документах.
В XVI веке территория их расселения оказалась под номинальным контролем царства Канди, но в значительной степени управление велось местными вождями Ваннимай. С этого времени путь социального развития восточных тамилов отличается от пути развития северных.
Восточные тамилы представляют собой аграрное общество. Их кастовая система похожа на южно-индийскую или систему родственных дравидийских народов. В кастовой иерархии восточных тамилов доминируют Муккувар. Главной особенностью их общества является Система Кути. Несмотря на то, тамильский слово кути означает дом или поселение, на востоке Шри-Ланки это связано с матримониальными альянсами. Это относится к экзогамным матрилинейным родам и является надкастовыми группами. Мужчины или женщины остаются членами  кути, к которой отнесены по рождению и являются братом или сестрой друг другу. Ни один человек не может заключить брак с партнёром из той же кути, потому что женщина всегда считается сестрой любому мужчине группы. Но человек может жениться только в одной из своих сампанта кути, но не в сакотара кути. По традиции, дети, рождённые в семье, принадлежат кути матери. Кути также имеют собственные коллективные места поклонения, такие как индуистские храмы. Каждая каста делится на ряд кути с различными названиями. Помимо каст со внутренней системой кути есть семнадцать кастовых групп, называемых Цирайкутис или тюремные кути, члены которых считались невольниками (заключёнными), они могли заниматься ограниченным количеством работ, такими как стирка, ткачество и изготовление тодди. Однако такие ограничения сейчас не применяются.
Тамилы в округа Тринкомали отличаются обычаями от своих южных соседей из-за влияния с севера царства Джафна. Коренные жители восточного побережья — прибрежные ведды — также говорят на тамильском и ассимилируются в структуре каст восточных тамилов. Большинство восточных тамилов следуют обычному праву называемому Законы Муккува, кодифицированному в голландский колониальный период.

#### Северные тамилы
История царства Джафна, бывшем независимым государством, придаёт легитимность политическим требованиям ланкийских тамилов, и базой для их конституционных требований. Северные тамилы как правило делятся на выходцев с полуострова Джафна на севере и выходцев из местности Ванни, что сразу южнее. Общество делится на касты, доминирующей является Веллалар, опирающаяся на мифы и легенды. Исторически сложилось, что Веллалар, которые составляли примерно пятьдесят процентов населения были заняты в сельском хозяйстве и пользовались услугами каст известны под общим названием Панчамар («группа из пяти»). Панчмар состоял из Налавар, Паллар, Парайяр, Ваннар и Амбаттар. Другие, такие как Карайяр (рыбаки) существовали вне сельского хозяйства на основе кастовой системы. Самой почётной кастой является каста жрецов — Айджар.
Тамилы региона Ванни отделяют себя от тамилов полуострова Джафна, однако смешанные браки не являлись и не являются редкостью. Большинство таких пар переезжают на юг (в Ванни), так как здесь более доступна земля. В Ванни население, в основном, живёт в населённых пунктов в горных лесных массивах, где занимается сельским хозяйством с помощью орошения из ирригационных танков. Перепись 1890 года указывает на существование 711 таких танков в этой области. Охота и разведение таких животных, как буйволы и коровы, является необходимым дополнением к основному сельскому хозяйству. Тамилонаселённый регион Ванни состоит из округов Вавуния, Муллайтиву, и восточной части округа Маннар. Исторически сложилось, что область Ванни имела тесные связи с Южной Индией, в том числе в средневековый период. Северные тамилы имеют собственное обычное право, называемое Тесеваламай, кодифицированное в голландский колониальный период.

### Генетическое сходство
Несмотря на различия ланкийских тамилов в культуре и языке, генетические исследования показывают, что они тесно связаны с другими этническими группами на острове при имеющихся связях с индийскими тамилами из Южной Индии. Существуют различные исследования, которые указывают на различную степень связи между ланкийскими тамилами, сингалами и индийскими этническими группами.

### Религия
В 1981 году около восьмидесяти процентов ланкийских тамилов исповедовали индуизм, в основном шиваизм. Остальные были в основном католики, которые появились после португальского завоевания царства Джафна и прибрежных областей Шри-Ланки. Существует также небольшое число протестантов, в связи с миссионерскими усилиями в XVIII веке ряда организаций, таких как американская цейлонская миссия. Большинство тамилов, населяющих Западную провинцию являются католиками, в то время как в Северную и восточную провинцию населяют в основном индусы. Пятидесятники и другие церкви, такие как Свидетели Иеговы, активно набирают членов среди внутренне перемещённых лиц и беженцев.
Индуистская элита следует религиозной идеологии шайва сиддханта (школа шайва), а массовая практика народного индуизма, отстаивая свою веру в местных деревенских божеств, не нашла отражения в официальных индуистских писаниях. Место поклонения зависит от объекта поклонения и его расположения. Это может быть индуистский храм известный как Койл, построенный в соответствии с Агамами (набор священных писаний регулирующих храм культа). Чаще, однако, храм не завершён в соответствии с агамами, но состоит в основном из святилища местного божества. Эти храмы соблюдают ежедневные Пуджа (молитвы), в которых принимают участие местные жители. Оба типа храмов обслуживаются местным жителем или жрецом, называемым куруккалом. Куруккал может принадлежать к какому-нибудь из известных местных родов, таких как Пандарам или лайер.
В Восточной провинции куруккалом обычно является приверженец течения  Лингаята. Другие храмы не имеют изображений своих божеств. Святым символом может быть трезубец (кулам), камень или большое дерево. Храмы этого типа широко распространены в северных и восточных провинциях, типичная деревня имеет до 150 таких символов. Подношения делает старший представитель семьи, являющихся владельцами места. Лампада на кокосовом масле зажигается по пятницам, также подносят специальное рисовое блюдо, называемое понгал, готовящееся либо на день считается благоприятным в семье или на тайский понгал, и, возможно, на тамильский Новый Год.
Тамилы поклоняются, в основном, семи божествам: Аянар, Аннамар, Вайравар, Кали, Пиллайяр, Мурукан и Паттини. В деревнях больше храмов посвящённых Пиллайяру, о которых заботятся местные крестьяне. Тамильские католики вместе с представителями других конфессий молятся в церкви Мадху. Есть несколько исторически важных индуистских храмов, таких как Китисварам, Конесварам, Нагулесварам, Муннесварам, Кандасвами. Храм Катарагама и Адамов пик являются объединяющими для всех религиозных конфессий.

### Язык
Тамильские диалекты различаются по фонологические изменениям и звуковым сдвигам в их эволюции от классического или старого тамильского (III век до н. э. — VII век н. э.). Ланкийские тамильские диалекты образуют группу, которая отличается от тамильских диалектов современных индийских штатов Тамилнад и Керала. В группу диалектов ланкийских тамилов входят тамильский Джафны, тамильский Баттикалоа, и диалект тамилов Негомбо. Этими диалектами, кроме тамилов, пользуются также сингалы, ларакалла и ведды. Ланкийские тамильские диалекты включают много заимствованные слов из сингальского.
Диалектом тамилов Негомбо используется двуязычными рыбаков в районе Негомбо, которые иногда определяют себя как сингалы. Этот диалект претерпел значительное влияние разговорного сингальского. Диалект тамилов Баттикалоа используют тамилы, мусульмане, ведды и португальские бюргеры в Восточной провинции. Тамильский диалект Баттикалоа является самым литературным из всех разговорных диалектов тамильского. В нём сохранилось несколько древних черт, присущих литературной норме, но в то же время развивается несколько нововведений. Этот диалект также имеет свои отличительные особенности лексики и сохраняет слова, обнаруживающиеся в современном языке малаялам — дравидийском языке из штата Керала, возникшего как диалект старого тамильского около девятого века нашей эры. Диалект тамильского, который используется жителями района Тринкомали, имеет много общего с диалектом тамилов Джафны.
Диалект, используемый в Джафне, является старейшим и самым близким к старому тамильскому. Длительная изоляция тамилов Джафны позволило их диалекту сохранить древние черты старого тамильского, имеющиеся в языке ещё ко времени написания Толкаппиям, — грамматического трактата на тамильском от III века до н. э. до X века н. э. Просторечье тесно связана с литературным тамильским. Диалект тамилов Джафны и другие тамильские диалекты не всегда являются взаимнопонятными, и часто диалект тамилов Джафны ошибочно принимают за язык малаялам. В нём есть также заимствованные из пракрита слова, являющиеся уникальными для тамилов Джафны.

### Образование
Общество ланкийских тамилов ценит высшее образование и возможности, которые даёт его получение. Цари династии Ариячакраварти были покровителями литературы и образования. Храмовые школы и традиционных классы гурукулам на верандах (по-тамильски: Тиннай Палликудам) давали базовое религиозное образование, языки: тамильский и санскрит, изучались позднее. После завоевания Джафны в 1619 году португальцы стали культивировать образование западного образца. Иезуиты открыли школы и семинарии, однако, голландцы, захватив контроль над тамилоговорящими регионами острова, закрыли их, открыв свои церковные школы, которые были уже не католическими, а кальвинистскими.
Главным толчком для дальнейшего развития образования в регионе стало основание американской цейлонской миссии в Джафне, которая начала свою работу в 1813 году, когда там появились миссионеры под эгидой американского совета комиссий иностранных миссий. Главным периодом влияния миссионеров были годы с 1820-х до начала XX века. За это время они перевели на тамильский большое число английских текстов, занимались изданием книг, создали ряд начальных и средних школ, школ-колледжей, предоставляли медицинские услуги жителям полуострова Джафна. Американская деятельность в Джафне вызвала также и непредвиденные последствия. Развитие протестантских миссионерских школ в Джафна породило движение среди местных индусов во главе с Арумука Наваларом, которое создало ряд собственных религиозных школ на полуострове Джафна. Местные католики также начали открывать свои собственные школы, государство тоже открывало собственные начальных и средние школ. В результате всех этих изменений значительно выросла грамотность тамильского населения. Это побудило британское колониальное правительство использовать тамилов в качестве государственных служащих в британских колониях: на Цейлоне, в Индии, Малайе и Сингапуре.
К тому времени, когда в 1948 году Шри-Ланка стала независимой, около шестидесяти процентов государственных должностей занимали тамилов, которые составили почти пятнадцать процентов населения. Избранные лидеры уже независимого Цейлона увидели в этом британскую хитрость для контроля за сингальским большинством, и стали проводить мероприятия по коррекции данной ситуации, известные как политика стандартизации.

### Кухня
Кухня ланкийских тамилов похожа на традиционную индийскую, однако на неё повлияли колонизаторы и иностранные торговцы. Основным ежедневным рационом является рис, который так же является основной частью праздничных блюд, и карри, которое является любимым блюдом обедов и ужинов. Причём карри для ланкийцев это не одно блюдо, а большой список с разными ингредиентами: рыбой, мясом, птицей, морепродуктами, бобовыми, вплоть до фруктов. Главный компонент — порошок карри, являющийся смесью приправ, в который обязательно входит чёрных перец, кориандр, жгучий перец чилли, семена горчицы, тмин, корица, куркума, имбирь, чеснок, а также листья вечнозелёного кустарника карри. На рисе и карри основана большая часть кухни ланкийских тамилов, отличающих её от кухни индийских тамилов, с региональными различиями между северными и восточными районами острова. Ланкийцы обычно поджаривают карри на сковородке, что существенно отличает его от индийского карри, причём по остроте островные блюда также уступают.
Хоппере, которые сделаны из рисовой муки и выглядят как нитяная вермишель, аккуратно выложенная в рулоны около 12 см в диаметре, часто в сочетании с томатным супом соти и карри — это самый обычный завтрак или ужин. Другое распространённое блюдо — путту или питту, это зернистый, сухой, но мягкий приготовленный на пару рис с добавлением кокосовой стружки, который готовят в бамбуковых цилиндрах с основанием, затянутым тканью, так что бамбуковый сосуд может быть установлен вертикально на глиняный горшок с кипящей водой. Путту разнообразят добавлением раги, шпината и тапиоки. Есть также сладкие и солёные путту. Ещё одним популярным блюдом для завтрака или ужина является аппам, тонкие блины из рисовой муки с мягкой серединой и жёсткими хрустящими краями. Есть варианты, когда в середины добавляют яйца или молоко.
На полуострове Джафна всегда было изобилие морепродуктов, таких как крабы, акулы, другие рыба, креветки и кальмары. Мясные блюда, такие как баранина, курица, свинина и говядина так же занимают свою нишу в рационе. Растительные компоненты карри чаще всего берутся из домашнего сада, это тыква, Ямс, плоды джекфрута, цветы гибискуса и различная зелень. Кокосовое молоко и порошок жгучего перца чили — также частые ингредиенты домашнего карри. Закуски обычно состоят из ачаров (индийских маринадов) и вадахамов. Закуски и сладости, как правило, домашнего «деревенского» производства, разнообразие которых, опирается на джаггери (неочищенный сахарный тростник), семена кунжута, кокосовые орехи и Кунжутное масло, именно они придают разнообразие кухни разных регионов. Популярным алкогольным напитком в сельской местности является пальмовое вино, из сока пальм. Закуски, савори, конфеты и каши, производимые из пальмиры, образуют отдельную, но уникальную категорию продуктов, от веерной листьев до корней, пальмировая пальма является неотъемлемой частью жизни и кухни северного региона.

## Политика
Цейлон стал независимым в 1948 году. С момента обретения независимости, политические отношения между сингальской и тамильской общинами были напряжёнными. Шри-Ланка оказалась не в состоянии сдержать вал этнического насилия, что привело к эскалации терроризма от единичных случаев до массовых и, наконец, к гражданской войне. Гражданская война на Шри-Ланке имела несколько причин: современная этническая картина острова перемешивалась и дополнялась с колониального периода, словесные войны за принадлежность мест археологических раскопок и этимологии топонимов и политическое использование национального прошлого. Гражданская война привела к гибели более 70000 человек и, в соответствии с информацией организаций по защите прав человека таких, как Хьюман Райтс Вотч, похищению тысяч других (см. Похищения на Шри-Ланке). С 1983 года на Шри-Ланке беженцами стали более чем миллион человек, восемьдесят процентов из которых были ланкийскими тамилами.

### До независимости
Появление большого количества протестантских миссионеров после 1814 года послужило основным толчком в развитии политического самосознания ланкийских тамилов. Деятельность миссионеров американского совета комиссий иностранных миссий, методистской и англиканской церквей привело к возрождению среди индуистских тамилов, которые создали свои собственные социальные группы, построили свои собственные школы и храмы, стали публиковать собственную литературу по противодействию миссионерской деятельности. Успех этой работы привёл к новому росту самосознания тамилов, побуждая их думать о себе как об едином сообществе, и это подготовило почву для расцвета их культуры, религии, языка и общества в середине XIX-го века.
Великобритания, которая завоевала весь остров к 1815 году, создала законодательный совет в 1833 году путём объединения тамильского и сингальского обществ и отдав три места европейцам и по одному месту для сингалов, ланкийских тамилов и бюргеров. Основная функция этого совета состояла в вынесении рекомендаций губернатору острова, и места, в конечном итоге, в совете превратились в выборные должности.  Изначально напряжённость в отношениях между сингалами и тамилами практически не просматривалась, когда в 1913 году тамил Поннамбалама Аруначалам был назначен представителем сингальского, а также появились тамилы в национальном законодательном совете. Британский губернатор Уильям Мэннинг, который был назначен в 1918 году, однако, активно поощрял понятие «общественное представление». Впоследствии, комиссия Донугхмора в 1931 году отклонила представление общин и ввело всеобщее избирательное право. Это решение вызвало сопротивление со стороны тамильского политического руководства, понявшее, что они теперь будут иметь меньшинство в парламенте в соответствии с их долей от общей численности населения. В 1944 году Дж.Дж. Поннамбалама, лидер тамильской общины, предложил комиссии Соулбери, чтобы в парламенте независимого Цейлона было примерно равное число мест для тамилов и сингалов, однако предложение было отклонено. Статья 29 пункт 2 выработанной комиссией конституции обеспечивала защиту национальным меньшинствам путём установления в две трети уровня голов для принятия решения в парламенте, такая схема придавала малым этническим группам больший вес.

### После независимости
После обретения независимости в 1948 году, Дж. Дж. Поннамбалама и его Тамильский конгресс присоединились к умеренной ориентированной на Запад Объединённой национальной партии Д. С. Сенанаяке. Цейлонский закон о гражданстве 1948 года, отказавший в предоставлении гражданства ланкийцам индийского происхождения, разделил Тамильский конгресс. С.Дж. В. Челванаякам, лидер отколовшейся Федеральной партии (ФП), оспаривает этот закон в Верховном суде, а затем в Тайном совете в Англии, но не смог отменить его. Федеральная партия в конечном счёте стала доминирующей среди тамильских политических партий. В ответ на акт «Только сингальский» в 1956 году, сделавший сингальский единственным официальным языком, депутаты ФП устроили ненасильственную сидячую забастовку (сатьяграха), но были жестоко разогнаны. Федеральную партию обвинили в не больших погромах в мае-июне 1958, которые проводили тамилы, после которых партию ненадолго запретили, в ходе погромов многие были убиты и тысячи были вынуждены покинуть свои дома. Ещё один конфликт между общинами вызвала поддерживаемая государством схема переселения в Восточной провинции, которая традиционно считается тамильскими националистами своей родине, в результате которой демографический баланс существенно сдвинулся в пользу сингалов. Именно это послужило основной причиной этнических беспорядков.
В 1972 году в новую конституцию не включили пункт 2 статьи 29 конституции Соулбери 1947 года, который был разработан для защиты интересов национальных меньшинств. Кроме того в 1973 году правительством Шри-Ланки была реализована политика стандартизации, предположительно, чтобы исправить неравенство при поступлении в университеты, созданное вовремя британского колониального господства. Полученные преимущества, которыми стали пользоваться студенты- сингалы, также означали значительное снижение числа обучающихся тамилов.
Вскоре после этого, в 1973 году Федеральной партия решила требовать отдельного тамильского государства. В 1975 году они объединились с другими тамильскими политическими партиями, чтобы создать Тамильский объединённый освободительный фронт (ТООФ — TULF). После первой национальной конвенции ТООФ в 1976 году, цейлонские тамилы стали исповедовать национализм, то есть они уже не хотели жить в едином с сингалами государстве. Челванаякам и его Федеральная партия до 1973 году считали разделение страны «самоубийством». В этот момент, однако, многие политические лидеры повернулись к тамильскому национализму. К 1977 году большинство тамилов, казалось, поддерживают движение за независимость, избрав подавляющим большинством ТООФ. После выборов прошли массовые беспорядки 1977 года, в которых около 300 тамилов были убиты. Следующий пик насилия был в 1981 году, когда организованная толпа сингалов неистовствовала по ночам с 31 мая по 2 июня, было совершено сожжение общественной библиотеки Джафны, в то время одной из крупнейших библиотек в Азии, содержащий более 97 000 книг и рукописей.

### Вооружённое противостояние
С 1948 года сменявшие друг друга правительства проводили такую политику, результатом которого было оказание помощи сингалам в таких областях, как образование и занятость населения. Эти меры затрудняли тамильской молодёжи среднего класса поступление в университет или снижали гарантии сохранения рабочих мест. Это молодое поколение, часто называемое другие тамилами «мальчики» (По-тамильски: потиял), стало основой многих боевых организаций. Для сил боевиков очень важны были события Чёрного июля, в ходе которых были убиты от 1000 до 3000 ланкийских тамилов, что побудило многих молодых людей встать на путь вооружённого сопротивления.
К концу 1987 года боевые группы молодёжи воевали не только с силами безопасности Шри-Ланки и индийскими силами по поддержанию мира, но и друг с другом, с Тиграми освобождения Тамил Илама (ТОТИ), что в конце концов привело к исчезновению большинства из них. Кроме ТОТИ, многие из оставшихся организаций превращаются в политические партии в составе Тамильского национального альянса или автономные политические партии. Некоторые из них также действуют в качестве военизированных групп в составе государственных войск.
Группы по защите прав человека, таких как Международная амнистия и Хьюман Райтс Вотч, а также Государственный департамент США и Европейский союз, выразили озабоченность состоянием прав человека на Шри-Ланке, как правительство Шри-Ланки, так и повстанцы ТОТИ были обвинены в нарушении прав человека. Несмотря на то, Международная амнистия в 2003 году обнаружила значительное улучшение ситуации с правами человека, приписываемых прекращению огня и мирным переговорам между правительством и ТОТИ, в 2007 году они же сообщили об эскалации политических убийств, вербовке детей, похищениях и вооружённых столкновениях, которые создали атмосферу страха на севере и востоке страны.

### Конец гражданской войны
В августе 2009 года гражданская война закончилась полной победой правительственных войск. Во время последней фазы войны были убиты многие гражданские лица и вооружённые мятежники тамильского происхождения. По подсчётам правительства погибло более 22 000 членов ТОТИ. Количество жертв среди мирного населения, по разным оценкам, варьируется от 6500 достигает 40 000. Это в дополнение к 70 000 ланкийцев убитых до начала последнего этапа гражданской войны. Более 300 000 внутренне перемещённых гражданских лиц тамильского происхождения держали в специальных лагерях и в конце концов отпустили. С 2011 года ещё несколько тысяч участников ТОТИ находятся в государственных тюрьмах в ожидании приговора..
Епископ Маннара (город на северо-западе острова), Джозеф Райяппу, говорит, что 146 679 человек пропало между октябрём 2008 года и концом гражданской войны. Тем не менее правительство Шри-Ланки не хочет освободить жертв войны. Во время встречи УВКБ в Женеве в марте 2012 года американское движение против правительства Шри-Ланки начало процесс примирения.

## Миграция

### До независимости
Самыми первыми из тамилоязычных ланкийцев отправившимися в чужие края были купцы из гильдии Тениланкай Валансияр (Tenilankai Valanciyar) (Валансияр с юга Ланки). Их письменные следы в Южной Индии датируются XIII веком. В конце XIX-го века, образованные тамилы с полуострова Джаффна мигрировали в британские колонии Малаю (Континентальная Малайзия и Сингапур) и Индию для работы в колониальной администрации. Они работали практически во всех отраслях государственного управления, а также на плантациях и в промышленности. Известный малайзиец Ананда Кришнан, включённый в список миллиардеров Forbes и бывший министр иностранных дел и заместителем премьер-министра Сингапура , С. Раджаратнама, происходят от ланкийских тамилов. К.В. Тамотарампиллай, возродивший индийский тамильский язык, родился на полуострове Джафна.

### После гражданской войны
После начала конфликта между правительством Шри-Ланки и ТОТИ (Тиграми освобождения Тамил-Илама), произошла массовая миграция тамилов, спасающихся от тягот и опасностей войны. Первоначально, это был средний класс профессионалов, таких как врачи и инженеры, за ними стали иммигрировать представители беднейших слоёв общества. Боевые действия вынудили более 800 000 тамилов бежать из своих домов в другие места на Шри-Ланке, как внутренне перемещённые лица, а также выезжая за рубеж, побуждая Управление Верховного комиссара ООН по делам беженцев (УВКБ ООН) идентифицировать их в 2004 году как крупнейшую группу запрашивающих убежище.
Больше всего беженцев приняла Канада, более 200 000 легальных эмигрантов из Шри-Ланки, расселившихся в основном в Большом Торонто. Канадские тамилы, относительно богатая группа, к ней принадлежит много выдающихся выходцев из ланкийских тамилов, таких как писатель Шиям Селвадурай и Индира Самарасекера, президент университета Альберты.
В Индии ланкийских тамилов, в основном беженцев, порядка 100 000 в специальных лагерях и ещё порядка 50 000 за их пределами. В странах Западной Европы, беженцы и иммигранты интегрируются в общество, где это возможно. Британская тамилка певица M.I.A. (настоящее имя Матханги «Майа» Арулпрагасам) и журналист Би-би-си Джордж Элагайэх являются самыми известными британцами из ланкийских тамилов. Индуисты, представители диаспоры ланкийских тамилов, создали ряд известных индуистских храмов по всей Северной Америке и Европе, в частности в Канаде, Франции, Германии, Дании и Великобритании.